# Cát Khánh
Cát Khánh là một thị trấn thuộc huyện Phù Cát, tỉnh Bình Định, Việt Nam.

## Địa lý
Thị trấn Cát Khánh có diện tích 30,74 km², dân số năm 2022 là 17.358 người, mật độ dân số đạt 564 người/km².

## Hành chính
Thị trấn Cát Khánh được chia thành 8 khu phố: An Nhuệ, An Quang Đông, An Quang Tây, Chánh Lợi, Ngãi An, Phú Dõng, Phú Long, Thắng Kiên.

## Lịch sử
Ngày 24 tháng 10 năm 2024, Ủy ban Thường vụ Quốc hội ban hành Nghị quyết số 1257/NQ-UBTVQH15 về việc sắp xếp đơn vị hành chính cấp xã của tỉnh Bình Định giai đoạn 2023 – 2025 (nghị quyết có hiệu lực từ ngày 1 tháng 12 năm 2024). Theo đó, thành lập thị trấn Cát Khánh thuộc huyện Phù Cát trên cơ sở toàn bộ 3074 km² diện tích tự nhiên và quy mô dân số là 17.358 người của xã Cát Khánh.